# Останкинский сельсовет
Останкинский сельсовет — административно-территориальная единица в составе городского округа город Бор (Нижегородская область, Россия).
Административный центр — село Останкино.

## Населенные пункты
В состав Линдовского сельсовета входит 17 населённых пункта.
| №  | Населённый пункт | Тип населённого пункта       | Население |
| -- | ---------------- | ---------------------------- | --------- |
| 1  | Березовский      | посёлок                      | ↘5        |
| 2  | Блохино          | деревня                      | →3        |
| 3  | Большеорловское  | посёлок                      | ↗836      |
| 4  | Ватомский        | посёлок                      | ↘5        |
| 5  | Вяз              | посёлок                      | ↗64       |
| 6  | Ежово            | деревня                      | →35       |
| 7  | Заскочиха        | деревня                      | ↗98       |
| 8  | Зименки          | деревня                      | ↘74       |
| 9  | Комарово         | деревня                      | ↘6        |
| 10 | Межуйки          | деревня                      | ↘30       |
| 11 | Орлово           | деревня                      | ↘69       |
| 12 | Орловский        | посёлок                      | →0        |
| 13 | Останкино        | село, административный центр | ↘1467     |
| 14 | Пионерское       | деревня                      | ↘99       |
| 15 | Рустай           | посёлок                      | ↘399      |
| 16 | Трутнево         | деревня                      | ↘46       |
| 17 | Чернозёрье       | посёлок                      | →1        |

## Примечание
1. ↑  Населенные пункты города Бор. Дата обращения: 13 сентября 2014. Архивировано из оригинала 2 апреля 2015 года.
2. 1 2 3 4 5 6 7 8 9 10 11 12 13 14 15 16 17  Всероссийская перепись населения 2010 года. Численность и размещение населения Нижегородской области